# Порто-Эмпедокле
По́рто-Эмпе́докле (итал. Porto Empedocle) — коммуна в Италии, располагается в регионе Сицилия, подчиняется административному центру Агридженто.
Население коммуны составляет, на 01.01.2023 года, 15 600 человек, плотность населения ─ 618,42 чел./км². Занимает площадь 25,23 км². Почтовый индекс — 92014. Телефонный код — 0922.
Покровителем населённого пункта почитается святой Джерландо. Праздник ежегодно празднуется 25 февраля.

## Климат
Согласно климатической классификации итальянских муниципалитетов, Порто-Эмпедокле входит в зону A, количество градусо-дней составляет 579.

## Администрация коммуны
Главой коммуны является мэр Калоджеро Мартелло, с 27 октября 2021 года.

## Известные уроженцы
- Андреа Камиллери (1925─2019) ─ итальянский писатель, сценарист и режиссёр[4].